# 미도리가오카역 (도쿄도)
미도리가오카역(일본어: 緑が丘駅, みどりがおかえき)은 일본 도쿄도 메구로구에 있는 도쿄 급행 전철의 역이다. 역 번호는 OM09이다.

## 역사
- 1929년 12월 25일: 나카마루야마역으로 영업 개시.
- 1933년 4월 1일: 미도리가오카 역(일본어: 緑ヶ丘駅)으로 역명 변경.
- 1936년 1월 20일: 미도리가오카 역(일본어: 緑が丘駅)으로 역명 변경.
- 2013년: 역 개량 공사 완료.

## 역 구조
상대식 승강장 2면 2선의 고가역이다. 출입구는 1개소 뿐이고, 배리어 프리 설비로서 에스컬레이터와 엘리베이터가 설치되어 있다.

#### 승강장
| 승강장 | 노선        | 방향 | 행선                                        |
| ------ | ----------- | ---- | ------------------------------------------- |
| 1      | 오이마치 선 | 하행 | 지유가오카・후타코타마가와・미조노쿠치 방면 |
| 2      | 오이마치 선 | 상행 | 오오카야마・하타노다이・오이마치 방면       |

## 역 주변
역 바로 남쪽에는 도쿄 급행 전철 도큐 메구로 선이 달린다. 또한, 오오카야마 역까지는 도보로 10분 정도의 거리에 있다. 역 동쪽의 남북으로는 도쿄 공업대학의 캠퍼스 부지에 끼고 있다.
- 도쿄 공업대학 오오카야마 캠퍼스
- 메구로 구립 제11 중학교
- 메구로 구립 미도리가오카 초등학교
- 히몬야 경찰서 미도리가오카 파출소
- 메구로 미도리가오카 우체국
- 세타가야 오쿠사와이치 우체국

## 사진

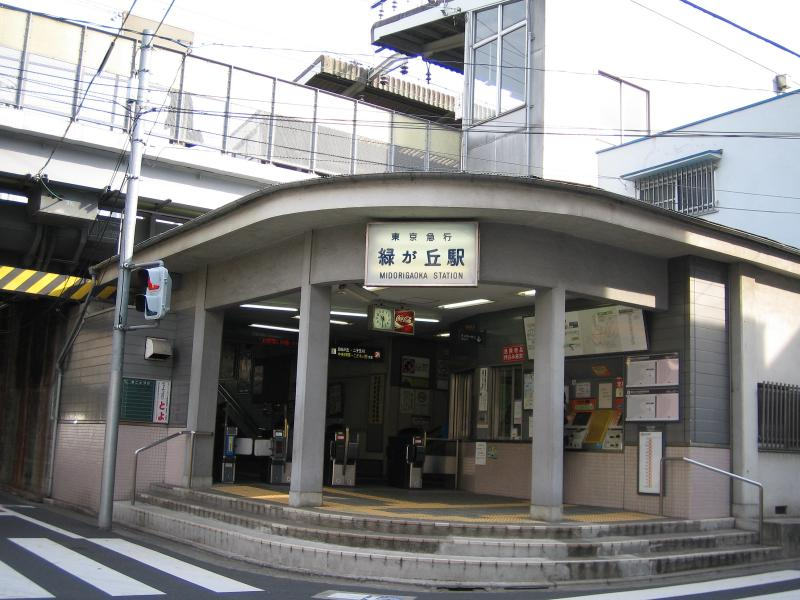
구역사
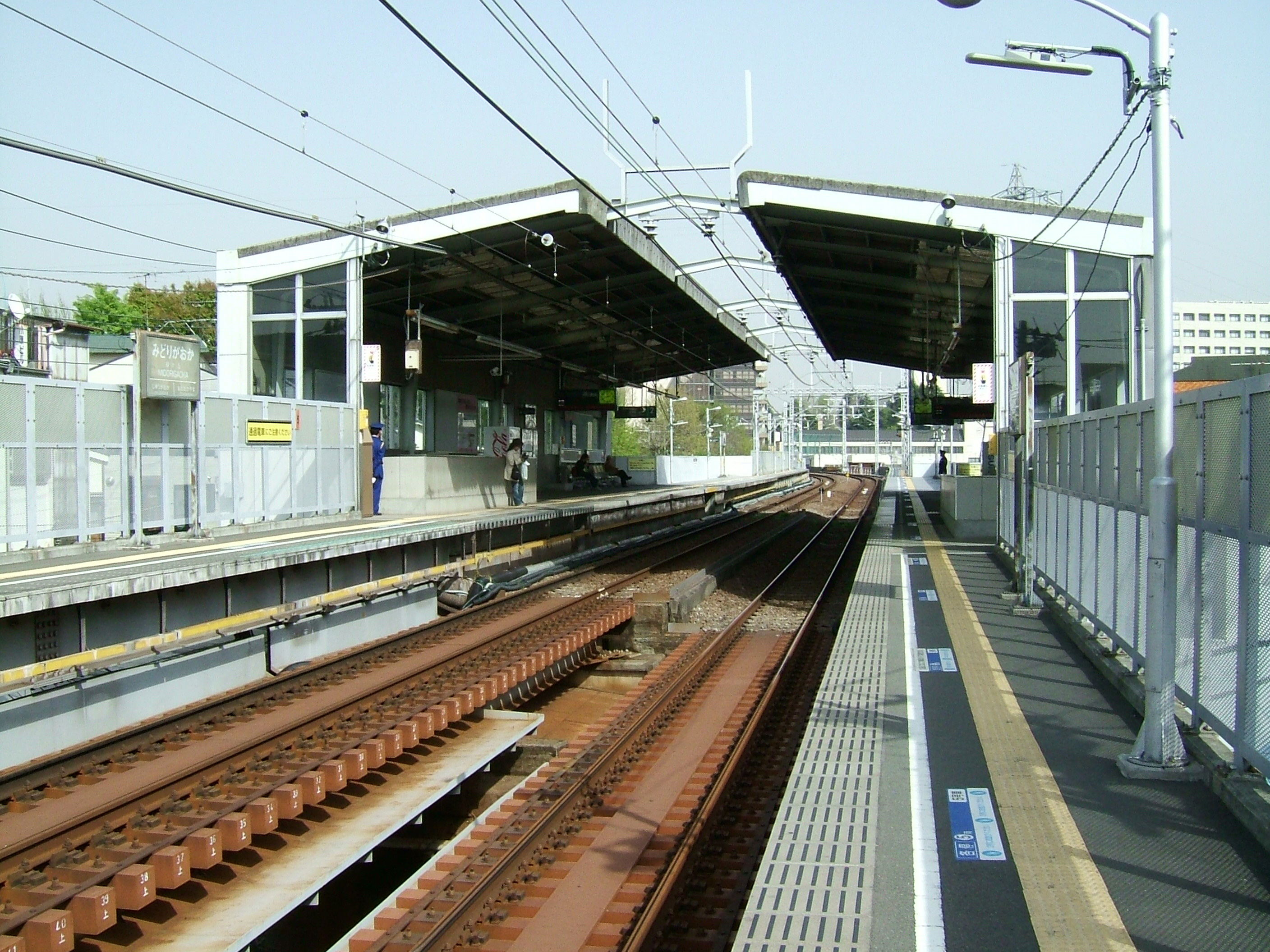
구역사 승강장
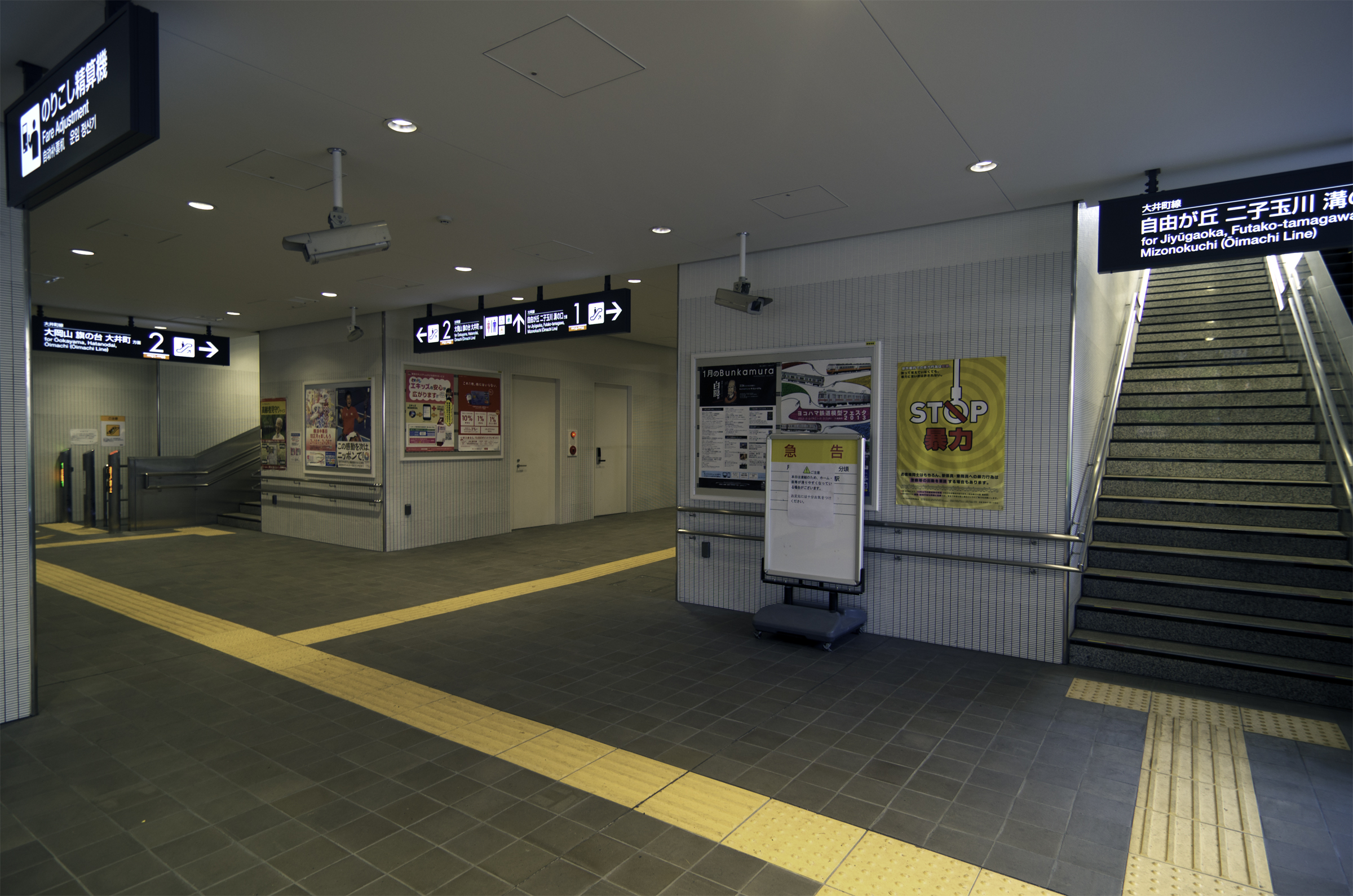
신역사 대합실
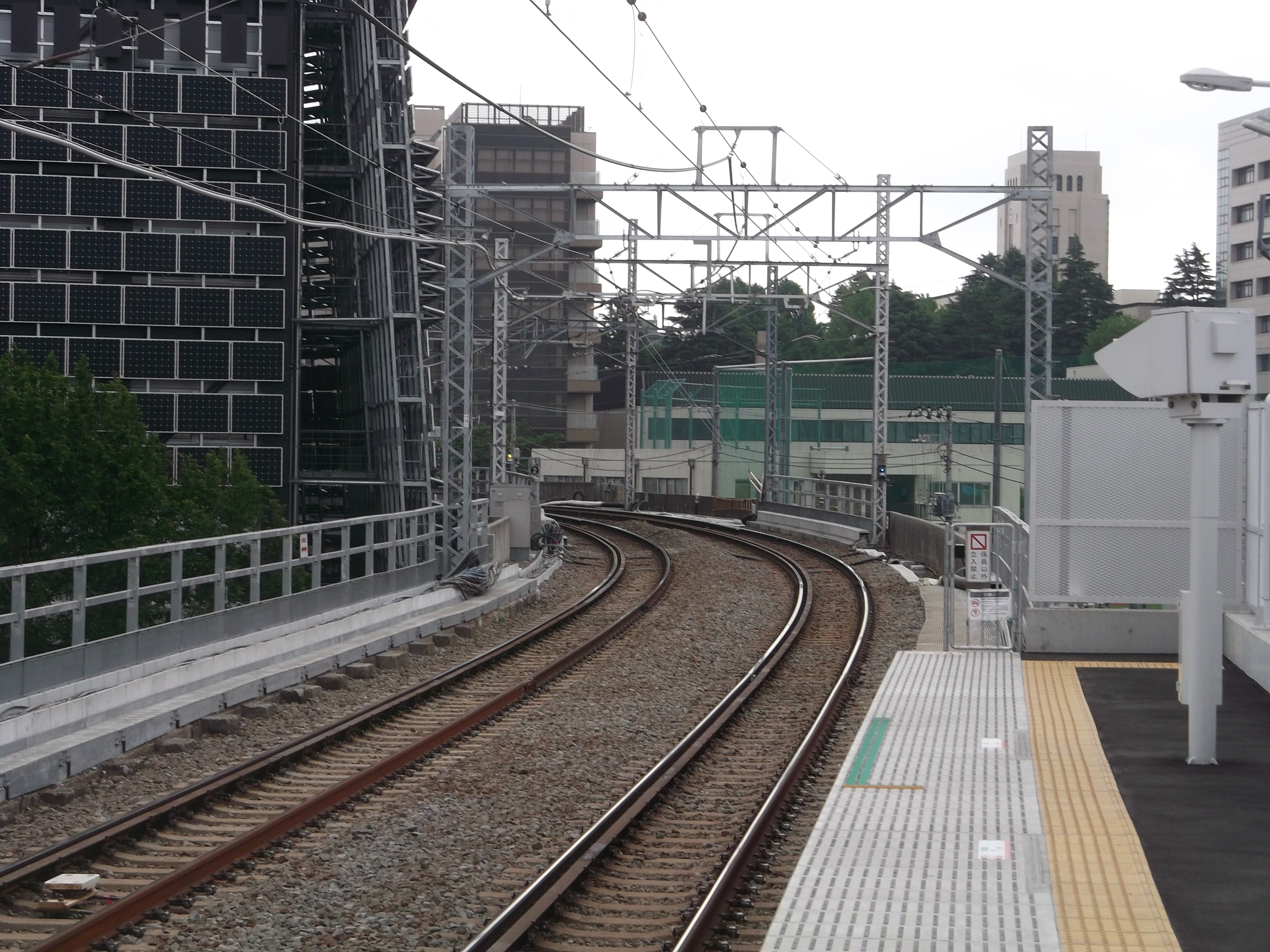
오오카야마 역 방향으로 조망한 모습

## 인접역
| 도쿄 급행 전철 오이마치 선     | 도쿄 급행 전철 오이마치 선                                                | 도쿄 급행 전철 오이마치 선       |
| ------------------------------ | ------------------------------------------------------------------------- | -------------------------------- |
| OM 08 오오카야마 오이마치 방면 | □ 각역정차 (후타코신치, 다카쓰 통과) ■ 각역정차 (후타코신치, 다카쓰 정차) | 지유가오카 OM 10 미조노쿠치 방면 |